# Assedio di Kanie
L'assedio di Kanie del 1584 fu uno dei molti scontri della campagna di Toyotomi Hideyoshi per consolidare il suo potere sulle terre ancora in mano a Oda Nobuo nella provincia di Owari, in Giappone. Questo scontro in realtà si divise in due assedi.
Quando Hideyoshi attaccò il castello di Kanie, questo era governato da Maeda Tanetoshi, servitore di Nobuo. Tuttavia Hideyoshi aveva perdonato anni prima un cugino di Tanetoshi, Takigawa Kazumasu, per il suo sostegno a Shibata Katsuie; conseguentemente Kazumasu convinse suo cugino Maeda a cambiare alleanza, unendosi a Hideyoshi e ad aprire le porte del castello.
La nuova alleanza tentò quindi di attaccare il vicino Castello Ōno ma furono respinti quando i difensori gettarono delle torce nelle barche degli attaccanti.
Tornando al castello di Kanie, Hideyoshi e Tanetoshi vennero attaccati dalle forze fedeli ai clan Oda e Sakakibara, a nome dell'alleanza tra gli Oda e Tokugawa Ieyasu. Sfondarono le difese esterne del castello e negoziarono con un contingente la resa degli assedianti chiedendo in cambio la testa di Tanetoshi.
Quando Tanetoshi tentò di fuggire fu ucciso da suo cugino Kazumasu, il quale fornì la testa ai comandanti degli Oda.